# Basement Jaxx

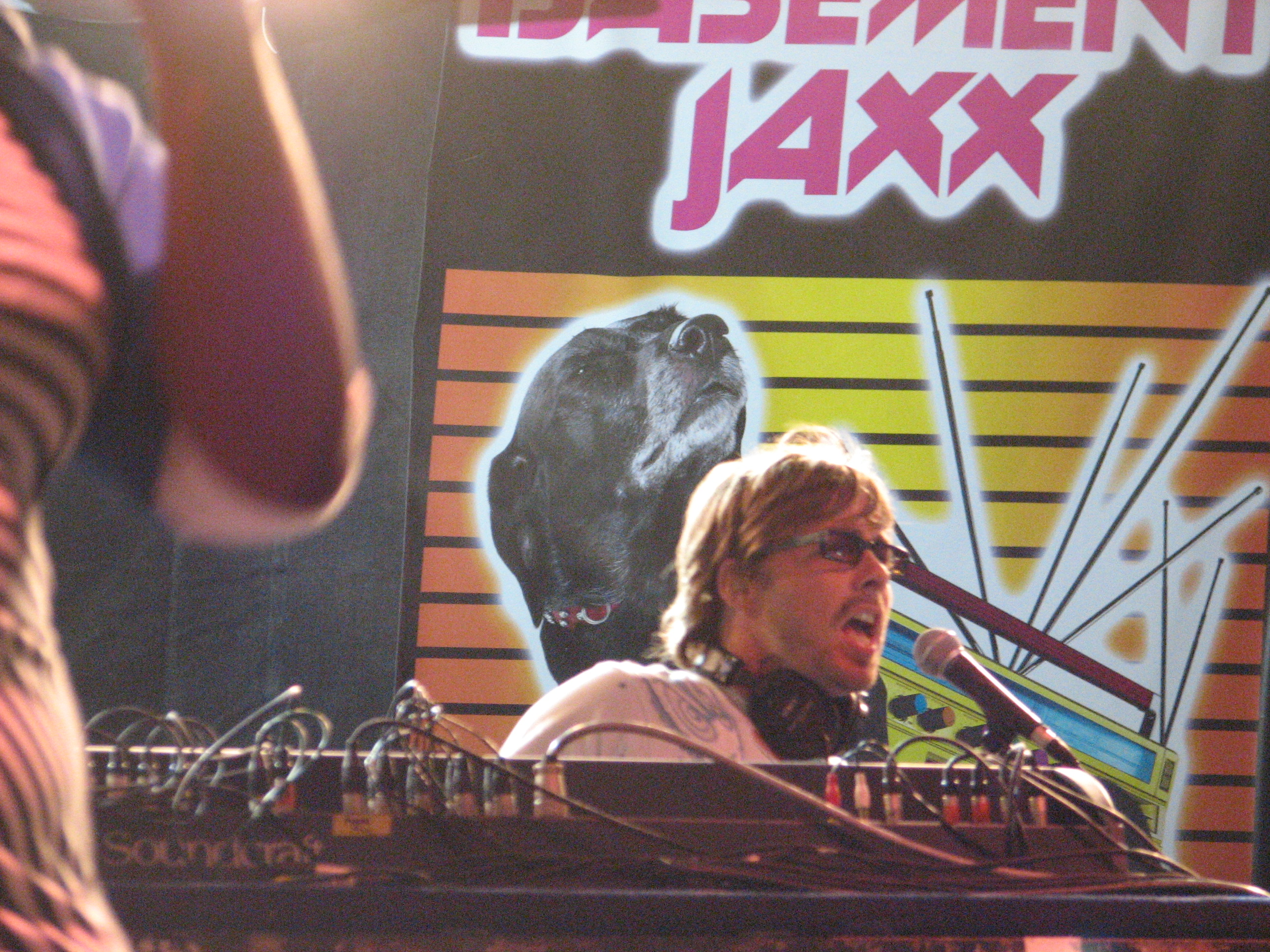
Basement Jaxx

Basement Jaxx is een Brits dj-duo, bestaand uit Felix Buxton en Simon Ratcliffe. Hun muziek kenmerkt zich door Funky bassen, salsaritmes, houselijntjes, fijne vocals en veel humor.

## Biografie/Discografie

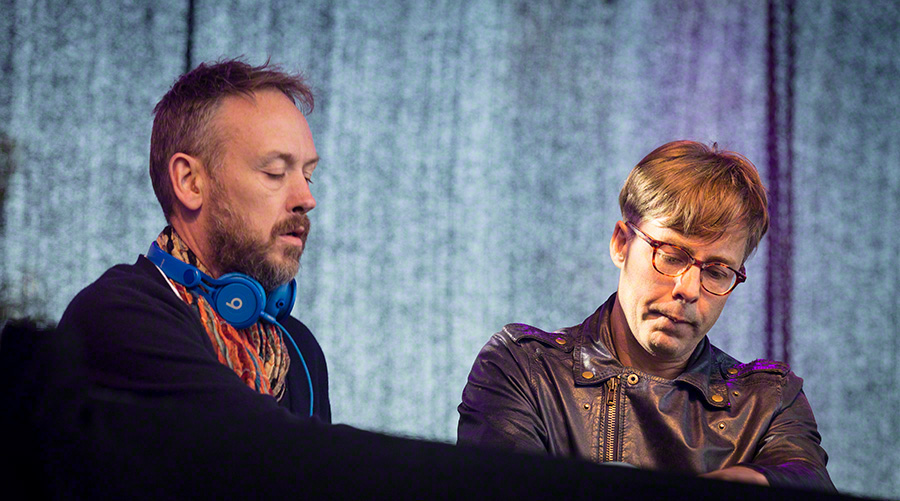
Basement Jaxx op het Quart Festival in Kristiansand op 28 juni 2016

Basement Jaxx begon in 1994 op het Atlantic Jaxx-label en werden in kleine kring bekend met onder andere Fly life en Samba magic.
In 1999 beleefden ze hun doorbraak naar het grote publiek met het album Remedy, op het bekende XL Records-label, met daarop onder andere de hits Rendez-Vu en Red alert. Ook de opvolger Rooty uit 2001 bevatte weer diverse hits, waaronder Romeo en Where's your head at. Niet veel later werd hun remix van 4 My People van Missy Elliott een grote hit en Dancesmash op Radio 538.
Eind 2003 kwam na een periode van relatieve stilte de langverwachte opvolger uit: Kish Kash, met daarop onder andere Good luck, samen met Lisa Kekaula.
In 2006 bracht het duo weer een album uit, namelijk Crazy Itch Radio, waarvan onder andere het nummer Take me back to your house werd uitgebracht.
Ook speelden ze tijdens de zomer van 2006 in het voorprogramma van Robbie Williams' Europese tour Close Encounters.
Het nieuwste album wat het duo uitgebracht heeft heet Scars, en lag in oktober 2009 in de schappen. Het is wederom een samenwerkingsalbum met vele artiesten van dit moment, onder wie Santigold, Sam Sparro en Kelis, maar ook Yoko Ono doet eraan mee. De eerste single die van dit album verscheen, was het nummer Feelings Gone.
Ook maakte het duo remixen voor verschillende artiesten; Justin Timberlake, Pet Shop Boys, Daft Punk, Missy Elliott en Adele.
Op 20 juni 2009 heeft Basement Jaxx de zaterdag op TW Classic afgesloten, en op 22 augustus 2009 trad Basement Jaxx op in de Grolsch tent van Lowlands.
Daarna verschenen de albums Basement Jaxx vs. Metropole Orkest (2011) en Junto (2014).

## Discografie

### Albums
| Album met eventuele hitnotering(en) in de Nederlandse Album Top 100 | Datum van verschijnen | Datum van binnenkomst | Hoogste positie | Aantal weken | Opmerkingen   |
| ------------------------------------------------------------------- | --------------------- | --------------------- | --------------- | ------------ | ------------- |
| Remedy                                                              | 1999                  | 22-05-1999            | 53              | 6            |               |
| Rooty                                                               | 2001                  | 07-07-2001            | 59              | 5            |               |
| The singles                                                         | 21-03-2005            | 16-04-2005            | 36              | 6            | Verzamelalbum |
| Crazy Itch Radio                                                    | 08-09-2006            | 09-09-2009            | 59              | 4            |               |
| Scars                                                               | 18-09-2009            | 26-09-2009            | 84              | 1            |               |

| Album met hitnotering(en) in de Vlaamse Ultratop 200 albums | Datum van verschijnen | Datum van binnenkomst | Hoogste positie | Aantal weken | Opmerkingen   |
| ----------------------------------------------------------- | --------------------- | --------------------- | --------------- | ------------ | ------------- |
| Remedy                                                      | 1999                  | 22-05-1999            | 37              | 4            |               |
| Rooty                                                       | 2001                  | 07-07-2001            | 15              | 8            |               |
| Kish kash                                                   | 2003                  | 19-11-2003            | 67              | 10           |               |
| The singles                                                 | 2005                  | 30-04-2005            | 10              | 22           | Verzamelalbum |
| Crazy Itch Radio                                            | 2006                  | 09-09-2009            | 21              | 11           |               |
| Scars                                                       | 2009                  | 03-10-2009            | 41              | 3*           |               |

### Singles
| Single met eventuele hitnotering(en) in de Nederlandse Top 40 | Datum van verschijnen | Datum van binnenkomst | Hoogste positie | Aantal weken | Opmerkingen             |
| ------------------------------------------------------------- | --------------------- | --------------------- | --------------- | ------------ | ----------------------- |
| Red alert                                                     | 1999                  | 15-05-1999            | 31              | 5            | Dancesmash op Radio 538 |
| Rendez-Vu                                                     | 1999                  | 21-08-1999            | 24              | 3            | Alarmschijf             |
| Romeo                                                         | 2001                  | 30-06-2001            | tip13           | -            |                         |
| Where's your head at                                          | 2001                  | 22-12-2001            | 37              | 3            |                         |
| Good Luck                                                     | 2004                  | 07-02-2004            | 29              | 4            | met Lisa Kekaula        |
| Oh my gosh                                                    | 2005                  | 02-04-2005            | tip5            | -            |                         |

| Single met hitnotering(en) in de Vlaamse Ultratop 50 | Datum van verschijnen | Datum van binnenkomst | Hoogste positie | Aantal weken | Opmerkingen      |
| ---------------------------------------------------- | --------------------- | --------------------- | --------------- | ------------ | ---------------- |
| Red alert                                            | 1998                  | 22-05-1999            | 36              | 7            |                  |
| Romeo                                                | 2001                  | 30-06-2001            | 31              | 8            |                  |
| Jus 1 kiss                                           | 2001                  | 06-10-2001            | tip12           | -            |                  |
| Where's your head at                                 | 2001                  | 29-12-2001            | 44              | 2            |                  |
| Good luck                                            | 2003                  | 31-01-2004            | tip2            | -            | met Lisa Kekaula |
| Oh my gosh                                           | 2005                  | 07-05-2005            | 40              | 3            |                  |
| Take me back to your house                           | 2006                  | 09-09-2006            | tip3            | -            |                  |
| Raindrops                                            | 2009                  | 27-06-2009            | tip14           | -            |                  |